# USS Hampton (SSN-767)
| «Гемптон»                  | «Гемптон»                                | «Гемптон»                                |
| -------------------------- | ---------------------------------------- | ---------------------------------------- |
| USS Hampton (SSN-767)      |                                          |                                          |
|                            |                                          |                                          |
|                            |                                          |                                          |
| Порт приписки              | Сан-дієго                                | Сан-дієго                                |
| Спуск на воду              | 3 квітня 1992 року                       | 3 квітня 1992 року                       |
| Сучасний статус            | В активній службі                        | В активній службі                        |
| Проєкт                     |                                          |                                          |
| Класифікація НАТО          | Los Angeles class                        | Los Angeles class                        |
| Основні характеристики     |                                          |                                          |
| Швидкість (надводна)       | 20 вузлів                                | 20 вузлів                                |
| Швидкість (підводна)       | 20 вузлів                                | 20 вузлів                                |
| Робоча глибина занурення   | від 250 до 280 метрів                    | від 250 до 280 метрів                    |
| Гранична глибина занурення | 450 метрів                               | 450 метрів                               |
| Екіпаж                     | 110 (12 офіцерів)                        | 110 (12 офіцерів)                        |
| Розміри                    |                                          |                                          |
| Довжина найбільша (по КВЛ) | 110,3 метра                              | 110,3 метра                              |
| Ширина корпусу найб.       | 10 метрів                                | 10 метрів                                |
| Середня осадка (по КВЛ)    | 9,4 метра                                | 9,4 метра                                |
| Водотоннажність надводна   | 6096 тонн                                | 6096 тонн                                |
| Озброєння                  |                                          |                                          |
| Торпедно- мінне озброєння  | 4 × 21 (533 мм) торпедні апарати         | 4 × 21 (533 мм) торпедні апарати         |
| Ракетне озброєння          | 12 ракет Томагавк вертикального запуску. | 12 ракет Томагавк вертикального запуску. |

«Гемптон» (англ. USS Hampton (SSN-767)) — багатоцільовий атомний підводний човен, є 56-тим в серії з 62 підводних човнів типу «Лос-Анжелес», побудованих для ВМС США. Він став четвертим кораблем ВМС США з такою назвою, Підводний човен названий на честь чотирьох міст Гемптон, розташованих в штатах: Вірджинія, Айова, Південна Кароліна та Нью-Гемпшир. Призначений для боротьби з підводними човнами і надводними кораблями противника, а також для ведення розвідувальних дій, спеціальних операцій, перекидання спецпідрозділів, нанесення ударів, мінування, пошуково-рятувальних операцій.

## Історія створення
Контракт на будівництво підводного човна був присуджений 6 лютого 1987 року американській корабельні Newport News Shipbuilding, яка розташована в місті Ньюпорт-Ньюс, штат Вірджинія. Церемонія закладки кіля відбулася 2 березня 1990 року. Спущена на воду 3 квітня 1992 року. Хрещеною матір'ю стала Лаура Бейтман. Введений в експлуатацію 6 листопада 1993 року. Спочатку портом приписки була військово-морська база Норфолк. З 17 вересня 2007 року портом приписки стала військово-морська база Point Loma в Сан-Дієго.

## Історія служби
22 лютого 1995 підводний човен прибув в сухий док військово-морської верфі в Норфолку для усунення неполадок, що виникли на вторинному силовому двигуні. З 21 квітня по 25 травня взяв участь в навчаннях COMPTUEX в складі бойової групи авіаносця USS «America» (CV 66). 28 серпня залишив Норфолк для свого першого розгортання в Середземному морі, з якого повернулося в порт приписки 24 лютого 1996 року.
27 січня 1998 прибув на верф в Ньюпорт-Ньюс для проведення двомісячного планового докового ремонту. 29 березня повернувся на військово-морську базу в Норфолк. 17 грудня здійснив свій перший запуск ракети Томагавк під час операції «Desert Fox» в східній частині Середземного моря.
6 травня 1999 року повернувся в Норфолк після завершення шестимісячного розгортання в зоні відповідальності 5-го і 6-го флоту США.
23 січня 2001 року покинув Норфолк для запланованого розгортання в зоні відповідальності 6-го флоту США, з якого повернувся 21 липня.
22 березня 2002 року покинув верф в Ньюпорт-Ньюс після завершення тримісячного планового докового ремонту.
12 червня 2003 року покинув Норфолк для запланованого незалежного розгортання в Середземному морі, з якого повернувся 11 грудня.

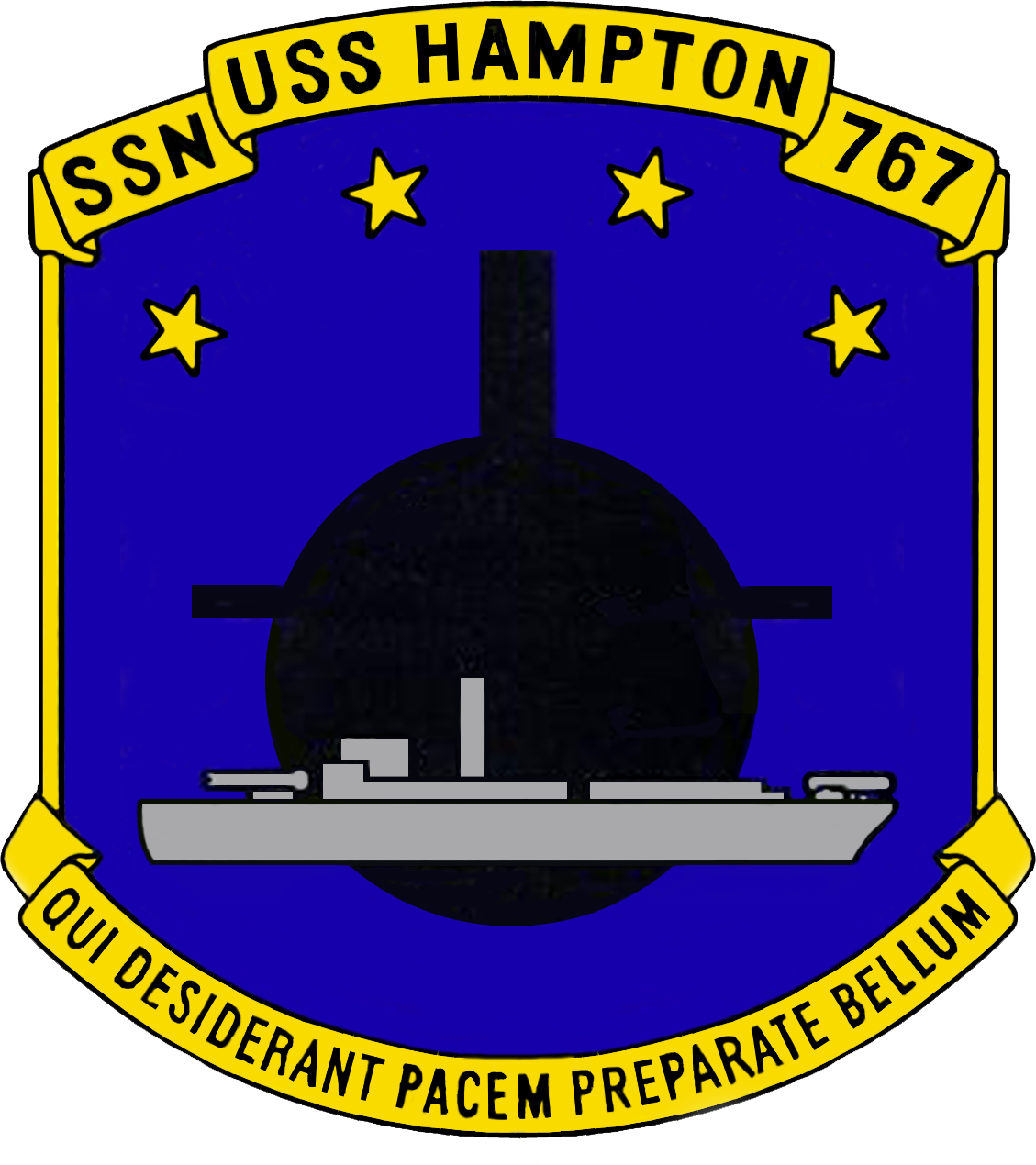
Емблема човна

1 квітня 2004 року покинув Норфолк для участі в навчаннях Ice Exercise (ICEX) в Північному Льодовитому океані. 19 квітня, спільно з атомним підводним човном HMS «Tireless» (S88) Королівського флоту Великої Британії, здійснили спливання на Північному полюсі. 28 квітня прибув з візитом на військово-морську базу Девонпорт в Плімуті, Велика Британія, який тривав вісім днів. 18 травня повернувся в Норфолк.
16 лютого 2007 року покинув Норфолк для запланованого семимісячного розгортання в західній частині Тихого океану, під час якого взяв участь у двох великих багатонаціональних морських навчаннях.17 вересня повернувся в новий порт приписки в Сан-Дієго, штат Каліфорнія, де увійшов до складу Тихоокеанського флоту.
16 грудня 2008 року покинув порт приписки для запланованого розгортання в західній частині Тихого океану. 28 січня 2009 прибув з тижневим візитом в порт Йокосука, Японія. 16 квітня повернувся в порт приписки після завершення розгортання, в ході якого вперше взяв участь в протичовнових спільних навчаннях ВМС США і Сінгапуру.
7 грудня 2010 року покинув Сан-Дієго для запланованого розгортання в зоні відповідальності 5-го і 7-го флоту, з якого повернулася 8 червня 2011 року. Під час розгортання підводний човен відвідав Гонконг.
18 червня 2013 року покинув Сан-Дієго для запланованого розгортання в західній частині Тихого океану. 24 вересня прибув з шестиденним візитом в порт Йокосука, Японія. 18 грудня прибув в порт приписки Сан-Дієго.
26 лютого 2014 року покинув Сан-Дієго для участі в операції «Ice Exercise (ICEX) 2014», яке проходило з 17 по 30 березня на північ від Прадхо-Бей, Аляска.
14 березня 2015 року залишив порт приписки Сан-Дієго для запланованого розгортання в західній частині Тихого океану, з якого повернувся 11 жовтня.
14 березня 2016 року спільно з USS «Hartford» (SSN 768) прибув в район тимчасової військової станції Sargo (Navy Ice Camp Sargo) в Арктиці в рамках навчань Ice Exercise (ICEX) 2016.